# Morti nel 2018/Ottobre
| Questa pagina contiene informazioni ricavate automaticamente dalle voci biografiche con l'ausilio del template Bio e di un bot. L'aggiornamento è periodico e automatico e ricostruisce completamente la pagina. Se manca una persona in questa lista, sei pregato di non aggiungerla, ma accertati piuttosto che la sua voce biografica contenga il template Bio e che i dati anagrafici siano correttamente compilati. Se il template Bio manca, inseriscilo tu stesso o, in alternativa, metti l'avviso {{tmp\|Bio}} che ne segnala la mancanza. Se i dati riportati sono sbagliati, correggi direttamente la voce biografica; le modifiche saranno visibili in questa lista entro pochi giorni. Per chiarimenti vedi il progetto biografie. La lista contiene solo le 198 persone che sono citate nell'enciclopedia e per le quali è stato implementato correttamente il template Bio. Pagina aggiornata al 18 ago 2025. |

- 1º ottobre - Charles Aznavour, cantautore, attore e diplomatico francese (n. 1924)
- 1º ottobre - Stelvio Cipriani, musicista e compositore italiano (n. 1937)
- 1º ottobre - Carlos Ezquerra, fumettista spagnolo (n. 1947)
- 1º ottobre - Francesco Greco, avvocato e politico italiano (n. 1942)
- 1º ottobre - Cathryn Harrison, attrice britannica (n. 1959)
- 1º ottobre - Graciano Rocchigiani, pugile tedesco (n. 1963)
- 1º ottobre - Franco Sar, multiplista italiano (n. 1933)
- 1º ottobre - Đỗ Mười, politico vietnamita (n. 1917)
- 2 ottobre - Jan Adriaensens, ciclista su strada belga (n. 1932)
- 2 ottobre - Geoff Emerick, tecnico del suono britannico (n. 1945)
- 2 ottobre - Jamal Khashoggi, scrittore e giornalista saudita (n. 1958)
- 2 ottobre - Cosimo Ennio Masiello, politico italiano (n. 1929)
- 2 ottobre - Emilio Salaber, calciatore spagnolo (n. 1937)
- 3 ottobre - Ron Curry, cestista statunitense (n. 1970)
- 3 ottobre - Joseph Kamaru, musicista keniota (n. 1939)
- 3 ottobre - Leon Max Lederman, fisico statunitense (n. 1922)
- 3 ottobre - Rolando Nicolosi, pianista e compositore argentino (n. 1934)
- 3 ottobre - Antonio Valero Yubero, allenatore di calcio e calciatore spagnolo (n. 1932)
- 4 ottobre - Jeanne Ashworth, pattinatrice di velocità su ghiaccio statunitense (n. 1938)
- 4 ottobre - Giovanni Barbareschi, presbitero, partigiano e antifascista italiano (n. 1922)
- 4 ottobre - Audrey Wells, sceneggiatrice e regista statunitense (n. 1960)
- 4 ottobre - Josep Lluís, cestista e allenatore di pallacanestro spagnolo (n. 1937)
- 4 ottobre - Franca Maresa, attrice italiana (n. 1925)
- 4 ottobre - Karl Mildenberger, pugile tedesco (n. 1937)
- 4 ottobre - Bert Romp, cavaliere olandese (n. 1958)
- 4 ottobre - John Tyrrell, musicologo britannico (n. 1942)
- 4 ottobre - Will Vinton, animatore, regista cinematografico e sceneggiatore statunitense (n. 1947)
- 5 ottobre - Paola Bertoni, cantante italiana (n. 1943)
- 5 ottobre - Hryhorij Chyžnjak, cestista ucraino (n. 1974)
- 5 ottobre - Adelio Crespi, calciatore italiano (n. 1937)
- 5 ottobre - Gilberto Idonea, attore italiano (n. 1946)
- 5 ottobre - Herbert Kleber, psichiatra statunitense (n. 1934)
- 5 ottobre - Franco Pannuti, oncologo italiano (n. 1932)
- 6 ottobre - Montserrat Caballé, soprano spagnolo (n. 1933)
- 6 ottobre - James Cowan, scrittore australiano (n. 1942)
- 6 ottobre - Romano Di Bari, calciatore italiano (n. 1936)
- 6 ottobre - Billy Fisher, pugile britannico (n. 1940)
- 6 ottobre - Piero Guccione, pittore, incisore e illustratore italiano (n. 1935)
- 6 ottobre - George Kaftan, cestista statunitense (n. 1928)
- 6 ottobre - Viktorija Marinova, giornalista e conduttrice televisiva bulgara (n. 1988)
- 6 ottobre - Gustavo Saggiante, allenatore di pallacanestro messicano (n. 1934)
- 6 ottobre - Michel Vovelle, storico e saggista francese (n. 1933)
- 6 ottobre - Scott Wilson, attore statunitense (n. 1942)
- 7 ottobre - Moses Olaiya Adejumo, attore teatrale nigeriano (n. 1936)
- 7 ottobre - Francesco Deflorian, sciatore alpino e allenatore di sci alpino italiano (n. 1938)
- 7 ottobre - Gibba, animatore, regista e fumettista italiano (n. 1924)
- 7 ottobre - Brian Hughes, calciatore e allenatore di calcio gallese (n. 1937)
- 7 ottobre - Víctor Le Bihan, cestista argentino (n. 1941)
- 7 ottobre - Nino Lombardo, politico italiano (n. 1927)
- 7 ottobre - Peggy McCay, attrice statunitense (n. 1927)
- 7 ottobre - Oleg Olegovič Pavlov, scrittore russo (n. 1970)
- 7 ottobre - Celeste Yarnall, attrice statunitense (n. 1944)
- 8 ottobre - Fernando Albán Salazar, politico, attivista e avvocato colombiano (n. 1962)
- 8 ottobre - Nedo Del Bene, artista, pittore e illustratore italiano (n. 1925)
- 8 ottobre - Wajima Hiroshi, lottatore di sumo giapponese (n. 1948)
- 8 ottobre - Ed Mioduszewski, giocatore di football americano statunitense (n. 1931)
- 8 ottobre - Dimitri Pinti, calciatore italiano (n. 1932)
- 8 ottobre - George Taliaferro, giocatore di football americano statunitense (n. 1927)
- 9 ottobre - Valter Ferrara, dirigente pubblico e fotografo italiano (n. 1947)
- 9 ottobre - Piero Floriani, italianista e politico italiano (n. 1942)
- 9 ottobre - Giovanni Migliorini, politico e sindacalista italiano (n. 1928)
- 9 ottobre - Alex Spanos, imprenditore e dirigente sportivo statunitense (n. 1923)
- 9 ottobre - Thomas Arthur Steitz, biochimico statunitense (n. 1940)
- 9 ottobre - Venantino Venantini, attore e stuntman italiano (n. 1930)
- 10 ottobre - Nicola Bovari, calciatore italiano (n. 1945)
- 10 ottobre - Achille Cutrera, politico italiano (n. 1929)
- 10 ottobre - Zíbia Gasparetto, scrittrice e sensitiva brasiliana (n. 1926)
- 10 ottobre - Mary Midgley, filosofa britannica (n. 1919)
- 10 ottobre - Peter Ramseier, calciatore svizzero (n. 1944)
- 10 ottobre - Tex Winter, allenatore di pallacanestro statunitense (n. 1922)
- 11 ottobre - Paul Andreu, ingegnere, architetto e scrittore francese (n. 1938)
- 11 ottobre - Fatos Arapi, poeta albanese (n. 1930)
- 11 ottobre - Robert Orel Dean, militare e ufologo statunitense (n. 1929)
- 11 ottobre - Doug Ellis, imprenditore inglese (n. 1924)
- 11 ottobre - Milton Gendel, fotografo e critico d'arte statunitense (n. 1918)
- 11 ottobre - Labinot Harbuzi, calciatore svedese (n. 1986)
- 11 ottobre - Greg Stafford, autore di giochi e scrittore statunitense (n. 1948)
- 12 ottobre - Hebe Uhart, scrittrice argentina (n. 1936)
- 13 ottobre - Patrick Baumann, dirigente sportivo svizzero (n. 1967)
- 13 ottobre - Guido Columba, giornalista e sindacalista italiano (n. 1946)
- 13 ottobre - Fabien Eboussi Boulaga, filosofo camerunese (n. 1934)
- 13 ottobre - Don Leo Jonathan, wrestler statunitense (n. 1931)
- 13 ottobre - Nikolaj Pankin, nuotatore sovietico (n. 1949)
- 13 ottobre - Gerhard Prinzing, sciatore alpino tedesco (n. 1943)
- 13 ottobre - Jim Taylor, giocatore di football americano statunitense (n. 1935)
- 14 ottobre - Eduardo Arroyo, pittore spagnolo (n. 1937)
- 14 ottobre - Enrique Baliño, cestista uruguaiano (n. 1928)
- 14 ottobre - Hernando Bernal Duran, militare colombiano (n. 1919)
- 14 ottobre - Milena Dravić, attrice serba (n. 1940)
- 14 ottobre - Stepan Pučinjan, regista sovietico (n. 1927)
- 14 ottobre - Mel Ramos, artista statunitense (n. 1935)
- 14 ottobre - Bia Sarasini, giornalista italiana (n. 1949)
- 15 ottobre - Paul Allen, informatico statunitense (n. 1953)
- 15 ottobre - Arto Paasilinna, scrittore, giornalista e poeta finlandese (n. 1942)
- 15 ottobre - Craig Raymond, cestista statunitense (n. 1945)
- 15 ottobre - Fernando Serena, calciatore spagnolo (n. 1941)
- 16 ottobre - Oleh Bazylevyč, allenatore di calcio e calciatore sovietico (n. 1938)
- 16 ottobre - Torbjörn Jonsson, calciatore svedese (n. 1936)
- 16 ottobre - Sauro Massi, calciatore italiano (n. 1958)
- 16 ottobre - Aldo Pedrana, combinatista nordico italiano (n. 1934)
- 16 ottobre - Dimităr Petrov, regista bulgaro (n. 1924)
- 16 ottobre - Éveline Plicque-Andréani, compositrice, musicologa e pedagoga francese (n. 1929)
- 17 ottobre - Leone Frollo, fumettista italiano (n. 1931)
- 17 ottobre - Martin LaSalle, attore francese (n. 1935)
- 17 ottobre - Mário Fernando Ribeiro Pacheco Nobre, calciatore portoghese (n. 1925)
- 17 ottobre - Geoff Scott, allenatore di calcio e calciatore inglese (n. 1956)
- 17 ottobre - Abbondio Smerghetto, canottiere italiano (n. 1931)
- 17 ottobre - Kōji Tsujitani, doppiatore giapponese (n. 1962)
- 17 ottobre - Massimo Zamorani, giornalista e scrittore italiano (n. 1926)
- 18 ottobre - Anthea Bell, traduttrice inglese (n. 1936)
- 18 ottobre - 'Abd al-Rahman Suwwar al-Dhahab, generale e politico sudanese (n. 1934)
- 18 ottobre - Dick Slater, wrestler statunitense (n. 1951)
- 18 ottobre - Marco de Natale, musicista, pedagogista e musicologo italiano (n. 1926)
- 19 ottobre - Senta Baudet-Goverts, olandese (n. 1924)
- 19 ottobre - Keiichirō Kimura, animatore giapponese (n. 1938)
- 19 ottobre - Victor Marchetti, agente segreto e scrittore statunitense (n. 1929)
- 19 ottobre - Wanda Ferragamo, imprenditrice italiana (n. 1921)
- 19 ottobre - Osamu Shimomura, chimico giapponese (n. 1928)
- 19 ottobre - Robin Williams, rugbista a 15 gallese (n. 1950)
- 20 ottobre - Jun Ashida, stilista e imprenditore giapponese (n. 1930)
- 20 ottobre - Bruno Bertotti, fisico italiano (n. 1930)
- 20 ottobre - Wim Kok, politico e sindacalista olandese (n. 1938)
- 21 ottobre - Earl Bakken, ingegnere e imprenditore statunitense (n. 1924)
- 21 ottobre - Ilie Balaci, allenatore di calcio e calciatore rumeno (n. 1956)
- 21 ottobre - Robert Faurisson, saggista e pubblicista francese (n. 1929)
- 21 ottobre - Dee Hartford, attrice statunitense (n. 1928)
- 21 ottobre - Benedetto Vincenzo Nicotra, politico, giurista e magistrato italiano (n. 1933)
- 21 ottobre - Ovilio Pratesi, calciatore italiano (n. 1928)
- 21 ottobre - Joachim Rønneberg, militare e partigiano norvegese (n. 1919)
- 22 ottobre - Aris Accornero, sociologo e sindacalista italiano (n. 1931)
- 22 ottobre - Gilberto Benetton, imprenditore italiano (n. 1941)
- 22 ottobre - Eugene H. Peterson, traduttore e teologo statunitense (n. 1932)
- 22 ottobre - Boris Kokorev, tiratore a segno russo (n. 1959)
- 22 ottobre - Arthur Schnabel, judoka tedesco (n. 1948)
- 22 ottobre - Jacques Tabary, fumettista e illustratore francese (n. 1926)
- 22 ottobre - José Varacka, allenatore di calcio e calciatore argentino (n. 1932)
- 23 ottobre - Gastone Angelin, politico e partigiano italiano (n. 1930)
- 23 ottobre - Eladio Benítez, calciatore uruguaiano (n. 1939)
- 23 ottobre - Daniel Contet, tennista francese (n. 1943)
- 23 ottobre - Atilio Fruet, cestista argentino (n. 1941)
- 23 ottobre - James Karen, attore statunitense (n. 1923)
- 23 ottobre - Gianni La Commare, cantante italiano (n. 1937)
- 23 ottobre - Nicola Lapenta, politico e avvocato italiano (n. 1926)
- 23 ottobre - Corrado Perli, calciatore italiano (n. 1935)
- 23 ottobre - Alojz Rebula, scrittore e traduttore italiano (n. 1924)
- 23 ottobre - Todd Reid, tennista australiano (n. 1984)
- 23 ottobre - Roberto Renzi, fumettista, scrittore e giornalista italiano (n. 1923)
- 24 ottobre - Carmen Alborch, scrittrice e politica spagnola (n. 1947)
- 24 ottobre - Pellegrino Tomaso Ronchi, vescovo cattolico italiano (n. 1930)
- 24 ottobre - Tony Joe White, cantautore e chitarrista statunitense (n. 1943)
- 25 ottobre - Sara Anzanello, pallavolista italiana (n. 1980)
- 25 ottobre - Sonny Fortune, flautista e sassofonista statunitense (n. 1939)
- 25 ottobre - Patrick Jacquin, presbitero francese (n. 1950)
- 25 ottobre - David Michael Metcalf, numismatico britannico (n. 1933)
- 25 ottobre - Borislav Pelević, politico serbo (n. 1956)
- 25 ottobre - Mario Porta, ammiraglio italiano (n. 1925)
- 25 ottobre - Rodolfo Soracco, cestista peruviano (n. 1927)
- 26 ottobre - Manuel Garriga, calciatore francese (n. 1925)
- 26 ottobre - João W. Nery, psicologo, scrittore e attivista brasiliano (n. 1950)
- 26 ottobre - Victor Wartel, ciclista su strada belga (n. 1931)
- 27 ottobre - Angela Bianchini, scrittrice, ispanista e traduttrice italiana (n. 1921)
- 27 ottobre - Daniel Corrêa Freitas, calciatore brasiliano (n. 1994)
- 27 ottobre - Piero Del Papa, pugile e attore cinematografico italiano (n. 1938)
- 27 ottobre - Bartolomé Hernández Alcalá, calciatore spagnolo (n. 1959)
- 27 ottobre - Bilal Saad Mubarak, pesista qatariota (n. 1972)
- 27 ottobre - Mario Segale, imprenditore statunitense (n. 1934)
- 27 ottobre - Ntozake Shange, drammaturga e poetessa statunitense (n. 1948)
- 27 ottobre - Vichai Srivaddhanaprabha, imprenditore e dirigente sportivo thailandese (n. 1958)
- 27 ottobre - Per Tidemann, calciatore norvegese (n. 1930)
- 28 ottobre - Walter Krüger, giavellottista tedesco (n. 1930)
- 28 ottobre - Ernő Polgár, scrittore e drammaturgo ungherese (n. 1954)
- 28 ottobre - Alfred Stork, militare tedesco (n. 1923)
- 28 ottobre - Pino Valenti, scenografo, regista e pittore italiano (n. 1930)
- 28 ottobre - Don S. Williams, produttore cinematografico, regista e attore canadese (n. 1938)
- 29 ottobre - Germán Aceros, calciatore colombiano (n. 1938)
- 29 ottobre - Bernard Bragg, attore statunitense (n. 1928)
- 29 ottobre - Carlo Cresti, architetto e storico dell'architettura italiano (n. 1931)
- 29 ottobre - Franco Franchi, ciclista su strada italiano (n. 1923)
- 29 ottobre - John Roselius, attore statunitense (n. 1944)
- 30 ottobre - James Bulger, mafioso statunitense (n. 1929)
- 30 ottobre - María Irene Fornés, drammaturga cubana (n. 1930)
- 30 ottobre - Hardy Fox, musicista statunitense (n. 1945)
- 30 ottobre - Jin Yong, scrittore cinese (n. 1924)
- 30 ottobre - Erika Mahringer, sciatrice alpina austriaca (n. 1924)
- 30 ottobre - Aldo Sacchetti, partigiano italiano (n. 1921)
- 30 ottobre - Sangharakshita, monaco buddista britannico (n. 1925)
- 30 ottobre - Bob Skoronski, giocatore di football americano statunitense (n. 1934)
- 30 ottobre - David Čerkasskij, regista e sceneggiatore sovietico (n. 1931)
- 31 ottobre - Enzo Apicella, fumettista, designer e pittore italiano (n. 1922)
- 31 ottobre - Lesburn Brown, crickettista e calciatore giamaicano (n. 1949)
- 31 ottobre - José Marcelo Januário de Araújo, calciatore brasiliano (n. 1972)
- 31 ottobre - Tadeusz Kraus, calciatore e allenatore di calcio cecoslovacco (n. 1932)
- 31 ottobre - Yammie Lam, attrice hongkonghese (n. 1963)
- 31 ottobre - Willie McCovey, giocatore di baseball statunitense (n. 1938)
- 31 ottobre - Jack Patera, giocatore di football americano e allenatore di football americano statunitense (n. 1933)
- 31 ottobre - Teodoro Petkoff, politico, giornalista e guerrigliero venezuelano (n. 1932)
- 31 ottobre - Ken Shellito, calciatore e allenatore di calcio britannico (n. 1940)
- 31 ottobre - Mariasilvia Spolato, attivista italiana (n. 1935)